# رامون إسكوبار سانتياغو
رامون إسكوبار سانتياغو هو سياسي إسباني، ولد في 14 مارس 1937 في بلنسية في إسبانيا، وتوفي في 9 يوليو 2020 في شقوبية في إسبانيا. نشط حزبياً في الحزب الشعبي. وقد انتخب عمدة شقوبية ‏.